# Biston coreae
Biston coreae là một loài bướm đêm trong họ Geometridae.